# Colonia Morelos (Sonora)
Colonia Morelos es un pueblo del municipio de Agua Prieta ubicado en el noreste del estado mexicano de Sonora, cercano a la frontera con Estados Unidos y a la división territorial con el estado de Chihuahua en la zona de la Sierra Madre Occidental. Fue fundado en el año de 1900 por un grupo de miembros de La Iglesia de Jesucristo de los Santos de los Últimos Días, habitándola desde esa fecha hasta 1912 cuando estos salieron huyendo dejándola abandonada debido a los movimientos de Pancho Villa y la Revolución Mexicana. Actualmente es habitada por mexicanos, ya que en 1921 el líder local de La Iglesia de Jesucristo y de la colonia vendió sus terrenos al gobierno mexicano. Es la segunda localidad más grande del municipio ya que según los datos del Censo de Población y Vivienda realizado en 2020 por el Instituto Nacional de Estadística y Geografía (INEGI), el pueblo cuenta con 242 habitantes. Se encuentra a 81 km al sur de la ciudad de Agua Prieta, cabecera del municipio, y a 504 km al noreste de Hermosillo, la capital estatal, la localidad está asentada en el camino que conecta a Agua Prieta y Bavispe.

## Historia

### Fundación y población
La Colonia Morelos fue fundada en 1900 por mormones miembros de la Iglesia de Jesucristo de los Santos de los Últimos Días, procedentes de Salt Lake City, Utah, E.U., mismos que ya tenían desde 1882 huyendo de las leyes contra la poligamia promulgadas ese año, y colonizando el noroeste de Chihuahua y el noreste de Sonora durante el porfiriato, fundando una estrecha red de colonias bien planeadas a ambos lados de la Sierra Madre Occidental, con el fin de ser colonias independientes y practicar sus creencias religiosas, siendo esta, una de las más destacadas. Las primeras actividades de este grupo colonizador fue adaptar el terreno de este lugar para habitarlo, comenzando a cortar la vegetación del suelo que era en su mayoría de matorrales y removiendo piedras de su posición natural y empezar a construir viviendas de adobe, ladrillo, piedras y madera de pino.

### Organización y desarrollo
En menos de cinco años Colonia Morelos se convirtió en una localidad próspera, organizada y buena económicamente. Se comenzó a administrar por una jerarquía de autoridades religiosas de la Iglesia de Jesucristo de los Santos de los Últimos Días, ejecutada por un presidente de todas las colonias y un obispo aquí. Siendo el presidente Anthony W. Ivins con sede en Colonia Juárez (la cabecera de las colonias), Ivins, obtuvo los terrenos de esta nueva colonia y comenzó a promover su población, nombró a Orson Pratt Brown como obispo para organizarla, y este comenzó a diseñar la distribución de las viviendas, también planeó la ruta del canal principal de riego, la calle central y estableció una escuela local. Los pobladores (familias) de la colonia las definía la autoridad de la iglesia.

### Primeras actividades económicas y religiosas
Los pobladores fueron autosuficientes y no dependían del gobierno mexicano, se comenzó a trabajar la ganadería,  la agricultura, los comercios y otras pequeñas actividades, como la fabricación de ladrillo, molinos harineros, servicios de carga con fuerza animal, carpintería, herrería y el suministro de víveres en los centros mineros. Donde los principales clientes de estas actividades eran los mismos residentes de Colonia Morelos y en ocasiones las vecinas colonias de la zona.
Sus costumbres eran la lectura de la Biblia al inicio y fin de cada día, cantaban himnos y oraciones familiares, no bebían café, té, alcohol, ni fumaban, teniendo un espíritu comunitario, dándole énfasis importante a la educación, atribuían a la busca de la inteligencia y el fomento al trabajo, lo que les causó crecer rápidamente. Los principios básicos de la moral mormona estaban resumidos en pasajes escritos en Doctrinas y Convenios, en palabras del mismísimo fundador de esta religión, Joseph Smith. Cada varón llegaba a tener alrededor de 5 esposas más nunca se formalizaba el matrimonio, ya que aun estando en el extranjero, eran investigados por el gobierno estadounidense, y en promedio, tenían 30 hijos en total.

### Conflictos con el pueblo mexicano
A pesar de que estas colonias mormonas tenían estrecha relación entre ellas, Colonia Morelos tenía total aislamiento del pueblo mexicano, sus pobladores deseaba exclusividad para practicar al 100% sus costumbres religiosas, sin embargo, según las leyes para localidades extranjeras de México de ese entonces pedían que una cuarta parte de los habitantes fueran mexicanos, pero no hubo mestizaje de ambas partes ni cultural ni biológico. Primeramente se dieron los problemas con el servicio de la escuela local ya que en 1904 solo había un mexicano admitido entre los 131 alumnos enlistados. El 18 de octubre de 1906 el prefecto de la Prefectura de Arizpe, división que organizaba esta zona del estado de Sonora, mandó un documento tipo oficio al Secretario de Estado, informando que el que el alcalde de Fronteras le había comunicado que “No aceptan los mormones profesores mexicanos [...]”, sumándosele a esto, el carácter de la población, sus práctica ilegal de poligamia, y su prosperidad económica, comenzaron a generar recelo y envidia entre los vecinos mexicanos, llegando a cometer actos de sabotaje en contra de la colonia como el cierre del camino de acceso que iba desde Agua Prieta en el año de 1908, los tres atentados a dos viviendas que eran la tienda de la familia Hudson, la de la familia Piersh, y el de la iglesia-escuela del 25 de octubre de ese mismo año, y el incendio del molino harinero el 23 de octubre de 1910.

### Época de la Revolución Mexicana y abandono de la colonia
En ese año de 1910, se comenzó con los movimientos de la Revolución Mexicana, pero gracias al aislamiento geográfico de Colonia Morelos tuvo inmunidad contra este movimiento armado, al menos su inicio. En 1912 cuando los residentes estaban a mitad de un negocio de conseguir en Agua Prieta un nuevo molino, recibieron el primer problema de parte de la rebelión de Pascual Orozco contra Madero. Después, Álvaro Obregón y sus fuerzas se dirigen a Colonia Morelos llegando el 23 de junio de 1912 alterando e inquietando a sus pobladores. Luego se sumó al teniente coronel Heriberto Rivera y formó aquí un ejército de 900 hombres, los mormones tuvieron que tolerar a todos estos durante 16 días ya que fueron víctimas de confiscación de bienes, saqueos, y actos su contra, hasta que el 9 de julio esta tropa salió rumbo a Chihuahua.
En una nota del 8 de agosto de 1912, el periódico Douglas Daily Dispatch informó que los colonos mormones de la Colonia Oaxaca y Colonia Morelos habían ordenado a todos sus pobladores y la de los distritos aledaños, concentrarse en aquí para la defensa de las colonias contra el avance de los rebeldes revolucionarios que ya les estaban dando demasiados problemas, cosa que no llegó a concretarse, causando que el 30 de agosto de ese mismo año salieran masivamente, siendo 450 mormones, en 60 carretas, seguido de otro grupo que salió el 3 de septiembre, todos hacia la ciudad de Douglas, Arizona con el propósito de ponerse a salvo, quedándose 30 hombres al cuidado de la colonia, quienes, siguieron siendo víctimas de los ataques, yéndose del lugar hasta a mediados del mes de septiembre. Fue hasta el 2 de junio de 1921 cuando Anthony W. Ivins vendió al gobierno federal los terrenos y demás bienes de este lugar en cien mil dólares, mediante la escritura pública Núm. 4. En ese año fue categorizado como pueblo, y se comenzó con un registro poblacional.

## Geografía
Se localiza bajo las coordenadas 30°49′42″ de latitud norte y 109°13′31″ de longitud oeste del meridiano de Greenwich, con una elevación media de 841 metros sobre el nivel del mar. Tiene habitada una superficie de 0.77 kilómetros cuadrados, situado entre las estribaciones de la Sierra Madre Occidental; las serranías más cercanas son las de Agua Prieta, San Bernardino, de Guadalupe, Gallardo, Putaicachi, La Cabullona, San Luis y Xitahueta. En este lugar convergen aguas fluviales que escurren desde los cuatro puntos cardinales. El río Bavispe inicia su recorrido hacia el norte desde las faldas de la sierra Madre Occidental para ir al encuentro del Batevito, que viene desde el sureste de Arizona. Se suman los escurrimientos de las montañas del oriente (en el límite con el estado de Chihuahua), y del poniente (del municipio de Fronteras). La reunión de ambos ríos tiene lugar justo en Colonia Morelos, donde unen sus destinos y enfilan hacia el suroeste, para desembocar por el río Yaqui en el Golfo de California.

### Clima
La localidad es de clima extremoso, con temperaturas que van desde los 38 °C hasta los –05 °C, y aunque se encuentra en un lugar no muy alto de la sierra las nevadas caen en el pueblo y en sus alrededores en invierno, siendo las más fuertes en los años 1984 y 1985.

## Demografía
| Religiones más frecuentes (censo 2020) | Religiones más frecuentes (censo 2020) | Religiones más frecuentes (censo 2020) | Religiones más frecuentes (censo 2020) | Religiones más frecuentes (censo 2020) |
| -------------------------------------- | -------------------------------------- | -------------------------------------- | -------------------------------------- | -------------------------------------- |
| Religión                               | Religión                               |                                        | Porcentaje                             | Porcentaje                             |
|                                        |                                        |                                        |                                        |                                        |
| Católica                               | Católica                               |                                        | 83.47 %                                | 83.47 %                                |
| Cristiana/evangélica                   | Cristiana/evangélica                   |                                        | 16.53 %                                | 16.53 %                                |

Según el Censo de Población y Vivienda realizado en 2020 realizado por el Instituto Nacional de Estadística y Geografía (INEGI), el pueblo tiene un total de 242 habitantes, de los cuales 129 son hombres y 113 son mujeres. En 2020 había 164 viviendas, pero de estas 87 viviendas estaban habitadas, de las cuales 12 estaban bajo el cargo de una mujer. Del total de los habitantes, sólo 1 persona mayor de 3 años (0.41% del total) habla alguna lengua indígena; mientras que 1 habitante (0.41%) se considera afromexicano o afrodescendiente.
El 83.47% de sus pobladores pertenece a la religión católica y el 16.53% es cristiano evangélico/protestante o de alguna variante.

### Educación y salud
Según el Censo de Población y Vivienda de 2020; 1 niño de entre 6 y 11 años (0.41% del total), 1 adolescente de entre 12 y 14 años (0.41%) y 3 adolescentes de entre 15 y 17 años (1.24%)  no asisten a ninguna institución educativa. 7 habitantes de 15 años o más (2.89%) son analfabetas, 5 habitantes de 15 años o más (2.07%) no tienen ningún grado de escolaridad, 60 personas de 15 años o más (24.79%) lograron estudiar la primaria pero no la culminaron, 9 personas de 15 años o más (3.72%) iniciaron la secundaria sin terminarla, teniendoel pueblo un grado de escolaridad de 6.6.
La cantidad de población que no está afiliada a un servicio de salud es de 159 personas, es decir, el 65.7% del total, de lo contrario el 34.3% si cuenta con un seguro médico ya sea público o privado. Según el mismo censo, 19 personas (7.85%) tienen alguna discapacidad o límite motriz para realizar sus actividades diarias, mientras que 1 habitante (1.41%) posee algún problema o condición mental.

### Población histórica
Evolución de la cantidad de habitantes desde el evento censal del año 1921:
| Año           | 1921 | 1930 | 1940 | 1950 | 1960 | 1970 | 1980 | 1990 | 1995 | 2000 | 2005 | 2010 | 2020 |
| Población     | 702  | 780  | 862  | 792  | 469  | 680  | 496  | 465  | 336  | 295  | 156  | 265  | 242  |
| Fuente: INEGI |      |      |      |      |      |      |      |      |      |      |      |      |      |

## Gobierno
Véase también: Gobierno del Municipio de Agua Prieta
Colonia Morelos es una de las 142 localidades en las que se conforma el municipio, y su gobierno se encuentra en la ciudad de Agua Prieta, cabecera del municipio, el ayuntamiento consta de un presidente municipal, el pueblo tiene la categoría de comisaría municipal, lo cual le permite tener a un residente con la función de comisario.